# Martirio
Martirio, née María Isabel de la Cinta Quiñones Gutiérrez le 21 mars 1954 à Huelva, est une chanteuse espagnole.

## Biographie
Dans les années 1980, María Isabel fait partie du groupe Jarcha, dont les chansons sont très célèbres en Espagne pendant la transition. En 1984, Martirio rejoint le groupe Veneno, dirigé par Kiko Veneno et les membres de Pata Negra : Raimundo et Rafael Amador. En 1986, elle entame sa carrière solo sous le nom de scène de Martirio, qui est à la fois un nom et un personnage : vêtue sur scène de lunettes de soleil et d'un peigne, elle est l'une des interprètes les plus originales de la scène musicale espagnole des années 1980, et des chansons telles que Sevillanas de los bloques (Estoy atacá) triomphent dans les médias. Sa musique est un pont entre les cultures et fusionne la copla andalouse, le flamenco, le boléro, le jazz, le tango, le rock, la guaracha, entre autres.
Les 20, 21 et 22 octobre 2008, elle donne trois concerts à la Sala Luz de Gas de Barcelone, qui sont enregistrés pour être publiés sur un album commémorant ses 25 ans de carrière artistique sous le nom de Martirio, avec une tournée acoustique de son répertoire.
En 2010, Martirio aborde la musique cubaine avec le compositeur et pianiste cubain José María Vitier, avec lequel elle enregistre un album de 13 poèmes mis en musique par des auteurs espagnols et latino-américains, intitulé El aire que te rodea, qui sort en Espagne en 2011. En 2013, elle publie avec son fils Raúl Rodríguez un album en hommage à Chavela Vargas : De un mundo raro. Cantes por Chavela (chez Universal Music).

## Distinctions
Martirio a une carrière très importante et est reconnue par le public et la critique. Elle a reçu plusieurs prix, notamment, le 21 avril 2005, le Premio de la Música 2004 dans la catégorie du meilleur album de chansons espagnoles pour Acoplados, en compagnie de Chano Domínguez.
Parmi les autres reconnaissances publiques, elle est nommée fille adoptive de San Juan de Porto Rico par décret, en 2004 elle reçoit la médaille d'or de la Junta de Andalucía, et en 2010 elle reçoit le prix international Cubadisco.
Elle reçoit le 28 novembre 2016 le Premio Nacional de las Músicas Actuales, décerné par le ministère de l'Éducation, de la Culture et des Sports du gouvernement espagnol.
En 2019, elle reçoit la médaille d'or du mérite des beaux-arts. 
En 2022, elle reçoit le Premio Latino de Oro dans la catégorie de chanteuse lors de la 7e édition des Latin Awards qui s'est tenue au Teatro Isabel la Católica, à Grenade, le 7 octobre.

## Discographie
- 1998 : Coplas de Madruga (avec Chano)
- 2002 : Martirio
- 2002 : Estoy Mala
- 2003 : Mucho corazón
- 2003 : Flor de piel
- 2003 : La bola de la vida del amor
- 2004 : He visto color por Sevillanas
- 2005 : Nuevos medios coleccion
- 2005 : Coplas de Madrugá
- 2005 : Fundamental
- 2006 : Acoplados (avec Chano Dominguez)
- 2006 : Primavera en Nueva York
- 2011 : El aire que te rodea (José María Vitier et Martirio)
- 2013 : De un mundo raro (Cantes por chavela) (avec Raúl Rodríguez Quiñones)
- 2015 : Martirio 30 años